# Nishinoshima (Okiöarna)

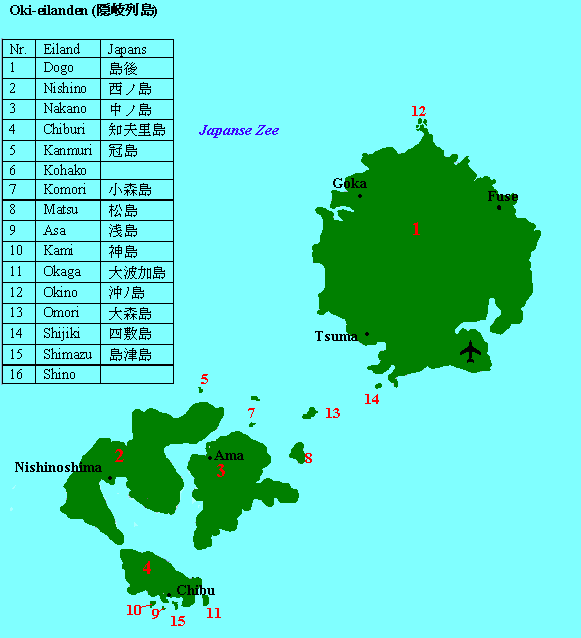
Okiöarna

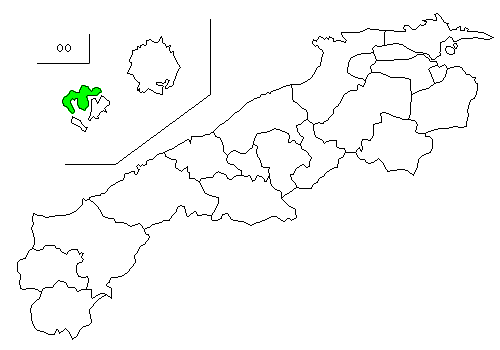
Nishinoshima lägeskarta

Nishinoshima (japanska  (西ノ島?) Nishinoshima) är en ö bland Okiöarna i sydvästra Japanska havet som tillhör Japan.

## Geografi
Nishinoshima ligger cirka 65 kilometer utanför Japans huvudö Honshu.  
Ön är av vulkaniskt ursprung och har en areal om ca 55,9 km². Den högsta höjden är Mount Takuhiyama på cirka 452 m ö.h.
På den västra kusten finns Matengaiklippan som med sina ca 257 m är Japans högsta kustklippa 
Befolkningen uppgår till ca 2 600 invånare fördelade på huvudorten Urago på öns västra del och de större byarna Funakoshi, Beppu och Kuranotari.  Förvaltningsmässigt utgör hela ön tillsammans med kringliggande småöar, bland annat Hoshikamijima, Futamatajima och Okazuroshima, kommunen Nishinoshima-chō (Nishinoshima köping) och tillhör Shimane prefektur.
Ön kan endast nås med fartyg då den saknar flygplats, det finns regelbundna färjeförbindelse med hamnstäderna Matsue och Yonago på fastlandet.

## Historia
Det är osäkert när Okiöarna upptäcktes men de har varit bebodda sedan flera tusen år och omnämns redan böckerna Kojiki och Nihonshoki. 
Redan under Naraperioden på 700-talet användes öarna som exilort.  Åren 1331 till 1333 tillbringade kejsare (tennō) Go-Daigo i exil på Nishinoshima.  Under denna tid bodde han i "Kurogi Gosho" (Kurogipalatset) nära Beppu på öns östra del.
Sedan Kamakuraperioden i slutet på 1100-talet förvaltades området som "Oki no kuni" (Oki-provins) av en shugo (guvernör) från Izumoprovinsen.
Från Ashikagaperioden i mitten på 1300-talet och fram till Sengokuperioden i slutet på 1500-talet styrdes området av olika klaner.
Under Edoperioden tog Tokugawaklanen makten och området underställdes Shogunen. Öarna var under denna tid mellanlandningsplats för handelsfartyg till övriga Asien. 
1871 blir öarna först del i Tottori prefekturen och övergår 1881 till Shimane prefekturen. 